# 4770 Lane
4770 Lane este un asteroid din centura principală, descoperit pe 9 august 1989 de Eleanor Helin.